# ウォーレス・カロザース
ウォーレス・ヒューム・カロザース（Wallace Hume Carothers, 1896年4月27日 - 1937年4月29日）は、アメリカの化学者。デュポンの有機化学部門のリーダーとして、世界で初めて高分子から成る化学繊維を発明した。
デラウェア州ウィルミントン近郊にあるデュポンの研究所でグループリーダーを務め、そこで重合体の研究の大部分を行った。そこでカロザースはネオプレンの基礎となる研究を行い、ナイロン開発を行った。博士号取得後デュポンで基礎研究をする前は、いくつかの大学で教職についていた。
1936年2月21日、ヘレン・スイートマンと結婚。若い頃からうつ病を患っていた。ナイロンで成功したが「達成できているモノは何もなく才能が枯渇した」と考えるようになる。妹が死去するという不幸も重なり、1937年4月28日、フィラデルフィアのホテルの一室で青酸カリを混ぜたレモンジュースを飲んで自殺した。彼の娘が誕生したのは自殺からおよそ7カ月後（1937年11月27日）だった。
カロザースが発明したナイロンは、綿から合成繊維への転換をもたらし、世界を変える偉大な発明だった。しかしながら死亡した当時は、ナイロンはデュポン社の企業秘密だったため、功績の大きさにもかかわらず、カロザースは無名のままこの世を去った。2000年11月にアメリカ科学振興協会はカロザースを表彰した。

## 学生時代まで
アイオワ州バーリントンにて4人兄弟（弟1人、妹2人）の長男として生まれる。幼いころから機械いじりが好きで、実験ばかりしていた。デモインのパブリックスクールに入学し、学校では真面目な生徒として知られていた。卒業後、父が副校長を務めていた商業専門学校に進学し、会計と秘書業務を学び、1915年7月に卒業。
1915年9月、ミズーリ州のターキオカレッジに進学。当初英語を専攻していたが、化学に転向した。化学では天賦の才を発揮し、教授が他の大学に移った後は卒業前にもかかわらず講師を務めていた。1920年、24歳でターキオを卒業すると、イリノイ大学大学院に進学。カール・マーベル教授の下で1921年に修士号を取得した。
1921年から22年にかけて、サウスダコタ大学で化学の講師を務めている。そこでの研究をまとめた論文が米国化学会誌に掲載された。イソシアン酸フェニルとフェニルアジドの物理特性を論じた論文である。この2つの化合物の特性はよく似ており、彼は後者の化学組成を C6H5-N=N=N のように窒素原子が直線的に連なったものとした（従来はリング状だと見られていた）。
イリノイ大学に戻ると、ロジャー・アダムズの下で博士課程を学び、1924年に博士号を取得。専門は有機化学だが、物理化学や数学も得意とした。1922年から23年にかけては研究助手も務め、1923年から24年にかけては奨学金を支給されていた。

## 学界での経歴
博士号取得後2年間、イリノイ大学で有機化学の講師を務めた。
1926年、ハーバード大学にて有機化学の講師となる。1933年にハーバード大学学長となったジェイムズ・B・コナントはカロザースについて次のように述べている。

カロザース博士は当時から後の業績に見られるような高い独創性を発揮していた。彼は人と同じ道を辿ることをせず、有機反応の一般的解釈を鵜呑みにしなかった。ハーバード時代から彼は重合反応と高分子化合物の分子構造について考え始めていた。

1927年、デュポンは製品には直接結びつかない基礎研究部門を設けることにした。カロザースはデラウェア州ウィルミントンに赴き、デュポンの新たな有機化学研究部門の責任者に就任する可能性について議論した。

## デュポン
学界を離れるという決断はカロザースにとって困難なものだった。そのため当初は「私には神経系に障害があり、そちらでは今以上に役に立たないかもしれません」としてデュポンの要請を断わっていた。そこでデュポンの重役ハミルトン・ブラッドショーがハーバードに出向いて説得にあたり、転職を納得させた。当時の彼の月給は267ドル（年収3200ドル）だったが、デュポンは月給500ドルを提示した。
ターキオでのルームメイトだった Wilko Machetanz への手紙で、カロザースはうつ病への不安を記している。

## ネオプレン
1928年2月6日、デュポンの研究施設に着任。ドイツの化学者ヘルマン・シュタウディンガーによる重合体の高分子説を実証するため、重合体合成を研究班の研究テーマとし、エミール・フィッシャーが達成していた分子量4,200以上の合成を目指した。
1928年夏、博士課程を指導したロジャー・アダムズと修士課程を指導したカール・マーベルをコンサルタントとして招聘。しかし、1929年中ごろになっても分子量4,000以上の重合体を合成できないでいた。
1930年1月、エルマー・K・ボルトンがカロザースの直属の上司に就任。ボルトンは具体的成果を求め、同年中にそれは達成された。ボルトンはカロザースにアセチレン重合体の研究を依頼し、合成ゴムを生み出した。1930年4月、カロザースのスタッフの1人アーノルド・M・コリンズがクロロプレンの単離に成功。その液体を重合させることでゴム状の固形物質ができた。これを製品化したのが世界初の合成ゴムネオプレンである。

## ポリエステル
同年、カロザースのチームの1人ジュリアン・ヒルが分子量4,000以上のポリエステルの合成に再度挑戦しはじめた。間もなく彼は分子量約12,000の重合体合成に成功。分子量が高くなったため、液状だった重合体を繊維化することが可能になった。これは絹の代替となる合成繊維として実用化された。
ポリエステルとポリアミドは段階成長重合で形成される縮合重合の例である。カロザースは段階成長重合の理論を考案し、平均的重合度と単量体から重合体への重合率（収率）を関係付けるカロザースの方程式を導き出した。この方程式は段階成長重合でのみ成り立ち、高分子量を得るには高重合率が必要であることを示している。
ヒルはまた、グリコールと2価酸を減圧下で加熱し分子蒸留器で水分を除去して縮合反応を発生させ、伸縮性のある強靭な繊維を合成した。しかしこの繊維はお湯につけるとどろどろの状態に戻ってしまうため、製品化には結びつかなかった。これに落胆したカロザースは数年間、重合体の研究をやめている。

## うつ病
1931年、カロザースはデュポンの同僚科学者3人と共にウィルミントンの一軒家 "Whiskey Acres" に引っ越した。彼は全くの孤独ではなかったが、彼の憂鬱さはしばしばルームメイトたちを不快にさせた。親友のフランシス・スペンサーへの手紙には「化学以外の個人的経験について報告すべきことはほとんどない。田舎に引越し、3人の独身男たちと住んでいる。彼らはシルクハットとホワイトタイをつけてよく出かけているが、私は家の中で不機嫌に座っている」と書いている。そのころカロザースは「懐中時計に青酸化合物をしのばせている」とジュリアン・ヒルに言っている。
カロザースは地位を維持するために必要である講演を嫌悪していた。1932年1月のスペンサーへの手紙で「私はニューヘイブンに行き、有機化学のシンポジウムで講演した。講演自体はうまくいったが、原稿を書くためにその前の週がまるごとつぶれ、神経を鎮めるためにアルコールに頼らざるを得なかった。（中略）時を経るにつれ、私の神経質さ・不機嫌さ・動揺は悪化しており、飲酒して逃避する回数が増えているが根本的解決には全くなっていない。1932年は今の私にとっては暗黒だ」と書いている。
1932年、ボルトンはカロザースの雇用時の契約条件を変更し、基礎研究から製品化を視野に入れた研究へとシフトさせた。カロザースは自身がそのような研究に向いていないと考えていた。そこでデュポンが関心を持っている少数の基礎研究に絞って研究することを提案した。

## 私生活
このころの私生活はあわただしいものだった。人妻シルビア・ムーアと恋愛関係になり、彼女は1933年に離婚。同じころ両親が経済的に困窮したので両親をウィルミントンに呼び寄せようとした。特に深く考えず、研究施設から16kmほどのアーデンに家を買い、両親と共にそこに引っ越した。当時37歳である。間もなく両親とは緊張関係になった。カロザースは独身になったシルビア・ムーアと交際し続けており、両親は交際に強く反対していた。家庭内の緊張がカロザースを消耗させているのに気付き、両親は1934年春にデモインに戻った。

## ポリアミド
1934年、カロザースは再び合成繊維に集中するようになる。今回チームはグリコールの代わりにジアミンを使い、ポリアミドと呼ばれる重合体を作ろうとした。ポリアミドはグリコールから形成されるポリエステルよりもずっと安定している。水素結合によって結晶質の領域を形成できるポリアミドの能力から、機械的特性も増す。従って日常的に使える合成繊維を生産できる可能性があった。研究の結果、新たなポリアミドを発明。そのプロジェクトを主導したのはW・R・ピーターソンとドナルド・コフマンだった。1935年、ジェラード・ベルシェがこのポリアミド研究を任された。
1934年夏、カロザースはこの研究がうまくいっている最中、ナイロンを発明する前に姿を消した。仕事場に姿を見せなくなり行方不明になった。カロザースはボルチモアの精神科の小さな診療所で見つかった。うつ症状がひどくなったのでボルチモアの精神科医に相談し、その精神科医が入院させたのだった。

## ナイロン
診療所から退院して間もなく、カロザースはデュポンに復帰。ボルトンはポリアミドの研究を命じた。
カロザースは特に用途など考えず、未知への挑戦として線型の超重合体を研究しはじめた。その研究は化学の新たな領域であり、デュポン社はどんな形でも化学における新たなブレークスルーは会社にとって価値があるだろうと考えていた。その研究の中でカロザースは、高温でねばねばした固体になる超重合体をいくつか得た。そして、その溶融重合体に棒を浸して引き上げると単繊維が形成されることが観測できた。この発見でプロジェクトの中心はそれら単繊維に移り、結果としてナイロンが生まれた。
1935年2月28日、ジェラード・ベルシェはカロザースの指導でヘキサメチレンジアミンとアジピン酸から半オンスの重合体、ポリアミド 6-6 を作り、これがナイロンと名付けられた。融点が高いため扱いにくかったが、ボルトンはこのポリアミドを製品化すると決定。製品化のためボルトンはカロザースにジョージ・グレーブスをつけた。結局、グレーブスがポリアミドプロジェクトのリーダーとなり、カロザースは解任された。

## 結婚と自殺
1934年から付き合っていたヘレン・スイートマンと1936年2月21日に結婚。スイートマンは化学の修士号を持っており、デュポンにて特許出願を扱う仕事に就いていた。
その直後の1936年4月30日、産業界の化学者として初めてアメリカ科学アカデミーの会員に選ばれた。科学への貢献が認められた栄誉だったが、同年6月になってもカロザースはうつの症状に悩まされ続けていた。6月初め、不本意ながら主治医ケネス・アッペルのいるフィラデルフィアの有名な精神科の病院に入院。一カ月後、チロリアンアルプスに友人と共にハイキングに行くことを許された。計画では、ロジャー・アダムズとジョン・フラックと共に2週間のハイキングに行く予定だった。2週間後、2人が帰ったあともカロザースは妻にも何も連絡せず、アルプスに残ってハイキングを続けた。そして9月14日、職場にいる妻の前に突然現れた。それ以降、会社側はカロザースが仕事を続けることは無理だと判断した。それでも彼は職場にしばしば顔をだした。そして妻とアッペル博士はカロザースを監視し続けることは無理だということで合意し、カロザースは再び Whiskey Acres に住みはじめた。
1937年1月8日、妹イゾベルが肺炎で死去。カロザース夫妻はシカゴでの葬儀に参列し、デモインでの埋葬にも参列した。その後もフィラデルフィアのアッペル博士のところに通っていたが、博士はカロザースの友人に「カロザースが自殺しそうだ」と告げている。
1937年4月28日、カロザースは職場に顔を出した。翌29日にフィラデルフィアのホテルの一室で青酸カリをレモンジュースに混ぜて飲み死亡。化学者であるカロザースは酸性溶液が青酸の毒性を強めることを知っていた。遺書は見つかっていない。

## 特許
カロザースは生涯中に高分子に関する52の論文、69の米国特許を取得した。
- アメリカ合衆国特許第 1,995,291号 "Alkylene Carbonate and Process of Making It" - 1929年11月出願、1935年3月発効
- アメリカ合衆国特許第 2,012,267号 "Alkylene Ester of Polybasic Acids" - 1929年8月出願、1935年8月発効
- アメリカ合衆国特許第 2,071,250号 "Linear Condensation Polymers" - 1931年7月出願、1937年2月発効